# ルビリジ県
ルビリジ県(ルビリジけん、英語：Rubirizi District)はウガンダの西部地域南部の県。
2014年の人口は12万9149人
県都はルビリジ。

## 地理
- 北：カセセ県
- 北北東：ジョージ湖
- 北東：カムウェンゲ県
- 東北東：イバンダ県
- 東：ブフウェジュ県
- 南東：ブシェニ県
- 南：ルクンギリ県
- 西：エドワード湖

県都ルビリジは、アンコーレの最大都市のムバララから道なりに約90km北西に位置する。
県の面積の約7割がクイーン・エリザベス国立公園に含まれる。
カセセ県との間には、西のエドワード湖と北東のジョージ湖を結ぶカジンガ水路が通る。

## 歴史
2010年7月1日、ブシェニ県の北西部を割いて新設された。

## 人口
- 1991年1月12日：7万5361人
- 2002年9月13日：10万1804人
- 2014年8月27日：12万9149人[3]